# Robert Reichel
Robert Reichel (ur. 25 czerwca 1971 w Litvínovie) – były czeski hokeista, reprezentant Czechosłowacji i Czech, dwukrotny olimpijczyk.
Jego brat Martin (ur. 1973) także był, a syn Kristian (ur. 1998) jest hokeistą.

## Kariera zawodnicza
- CHZ Litvínov U18 (1985–1986)
- CHZ Litvínov U20 (1986–1987)
- CHZ Litvínov (1987–1990)
- Calgary Flames (1990–1995, 1996–1997)
  -  Frankfurt Lions (1994, 1995–1996)
- New York Islanders (1997–1999)
- Phoenix Coyotes (1999)
- HC Litvínov (1999–2001, 2002)
- Toronto Maple Leafs (2001–2004)
- HC Litvínov (2004–2010)

Wychowanek HC Litvínov. W jego barwach grał pierwotnie w lidze czechosłowackiej do 1990. W drafcie NHL z 1989 został wybrany przez Calgary Flames, po czym w 1990 wyjechał do Kanady. Tam grał w NHL do 2004 (w tym czasie kilkakrotnie powracał do Europy, grał wówczas w Niemczech i w macierzystym Litvínovie). Łącznie występował w czterech zespołach NHL, w tym czasie rozegrał 11 sezonów, a w nich 900 meczów, w których uzyskał 661 punktów za 260 goli i 401 asyst. W 2004 powrócił na stałe do Czech i rozegrał sześć sezonów w macierzystym klubie (łącznie w karierze rozegrał ich w Litvínovie 11). Był wieloletnim kapitanem swojej drużyny.
Uczestniczył w turniejach mistrzostw świata w 1990, 1991, 1992 (Czechosłowacja), 1996, 1997, 1998, 2000, 2001, 2003 (Czechy), zimowych igrzysk olimpijskich 1998, 2002, (Czechy) oraz Pucharu Świata 1996, 2004. Był jednocześnie wielokrotnym kapitanem reprezentacji Czech, w tym na mistrzostwach świata w turniejach, gdy brał udział, od 1996 do 2003.

## Kariera trenerska
- HC Litvínov (2010–2011), główny trener
- HC Litvínov U16 (od 2011), główny trener
- HC Litvínov U18 (od 2013), asystent trenera
- Reprezentacja Czech do lat 16 (2011–), główny trener

Po zakończeniu kariery w kwietniu 2010 rozpoczął karierę trenerską w macierzystym klubie. Krótkotrwale prowadził zespół seniorski, potem objął stanowisko trenera drużyn juniorskich. Jednocześnie prowadzi kadrę Czech do lat 16.

## Sukcesy

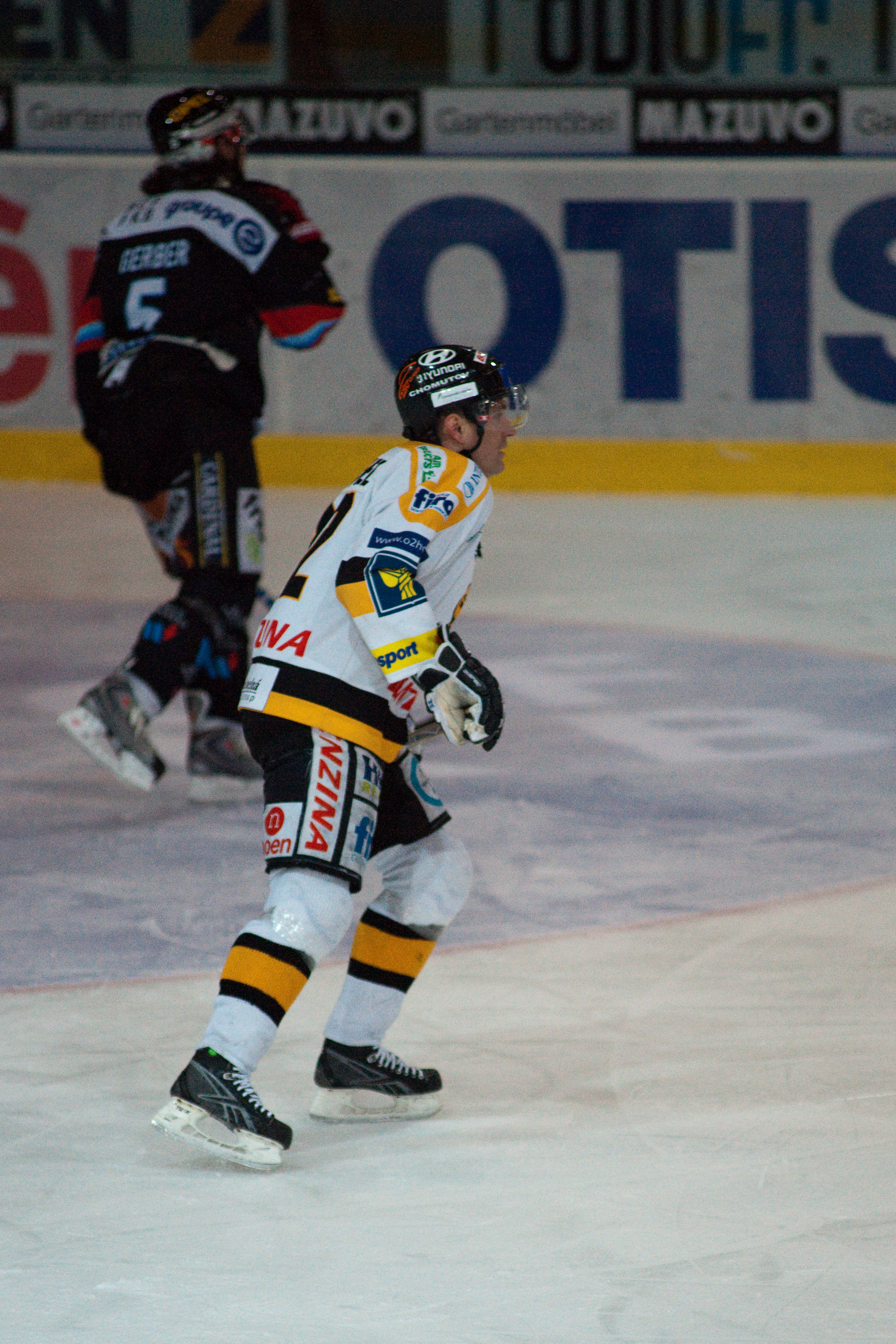
Robert Reichel w barwach HC Litvínov (2010)

Reprezentacyjne
- Srebrny medal mistrzostw Europy juniorów do lat 18: 1989 z Czechosłowacją
- Brązowy medal mistrzostw świata juniorów do lat 20: 1990 z Czechosłowacją
- Brązowy medal mistrzostw świata: 1990, 1992 z Czechosłowacją, 1997, 1998 z Czechami
- Złoty medal mistrzostw świata: 1996, 2000, 2001 z Czechami
- Złoty medal zimowych igrzysk olimpijskich: 1998 z Czechami

Klubowe
- Mistrzostwo dywizji NHL: 1994, 1995 z Calgary Flames

Indywidualne
- Mistrzostwa Europy juniorów do lat 18 w hokeju na lodzie 1988:
  - Pierwsze miejsce w klasyfikacji strzelców turnieju: 8 goli
  - Czwarte miejsce w klasyfikacji kanadyjskiej turnieju: 12 punktów
  - Skład gwiazd turnieju[6]
- Mistrzostwa Europy juniorów do lat 18 w hokeju na lodzie 1989:
  - Pierwsze miejsce w klasyfikacji strzelców turnieju: 14 goli
  - Pierwsze miejsce w klasyfikacji kanadyjskiej turnieju: 21 punktów
  - Skład gwiazd turnieju[6]
- Ekstraliga czechosłowacka 1989/1990:
  - Pierwsze miejsce w klasyfikacji strzelców: 49 goli
  - Pierwsze miejsce w klasyfikacji kanadyjskiej: 83 punktów
- Mistrzostwa świata do lat 20 w 1990:
  - Pierwsze miejsce w klasyfikacji strzelców turnieju: 11 goli
  - Pierwsze miejsce w klasyfikacji kanadyjskiej turnieju: 21 punktów
  - Skład gwiazd turnieju
  - Najlepszy napastnik turnieju
- Mistrzostwa świata w 1990:
  - Skład gwiazd turnieju
- Mistrzostwa świata w 1996:
  - Skład gwiazd turnieju
- Mistrzostwa świata w 2001:
  - Skład gwiazd turnieju

Wyróżnienia
- Galeria Sławy czeskiego hokeja na lodzie: 1998
- Galeria Sławy IIHF: 2015[7][8]